# Deer Park (Maryland)
Deer Park – miasto w Stanach Zjednoczonych, w stanie Maryland, w hrabstwie Garrett.